# توماس ويليام كورنر
توماس ويليام كورنر (بالإنجليزية: Thomas William Körner)‏ هو رياضياتي بريطاني، ولد في 17 فبراير 1946 في إنجلترا في المملكة المتحدة.